# 巴拉圭瓜拉尼
瓜拉尼 （ISO 4217；貨幣編號PYG）是巴拉圭的流通貨幣。輔幣單位為「分」，1瓜拉尼=100分。但由于通货膨胀的原因，分很少被使用。名稱來自于當地的土著民族瓜拉尼族。

## 流通的貨幣

### 硬幣
- 50 瓜拉尼
  - 正面：何塞·费利克斯·埃斯蒂加里维亚
  - 背面：亞卡拉水壩
- 100 瓜拉尼
  - 正面：何塞·依·迪亞斯
  - 背面：烏邁塔的遺址
- 500 瓜拉尼
  - 正面：聖貝納迪諾·卡瓦列羅
  - 背面：巴拉圭中央銀行
- 1000 瓜拉尼
  - 正面：弗朗西斯科·索拉诺·洛佩斯
  - 背面：英雄國家公墓

### 紙幣
- 2000 瓜拉尼
  - 正面：阿黛拉、沙撒·斯巴華提
  - 背面：學校操兵
- 5000 瓜拉尼
  - 正面：卡洛斯·安東尼奧·洛佩斯
  - 背面：洛佩茲宮殿
- 10000 瓜拉尼
  - 正面：何塞·加斯帕尔·罗德里格斯·德·弗朗西亚
  - 背面：1811年5月15日
- 20000 瓜拉尼
  - 正面：巴拉圭婦女
  - 背面：巴拉圭中央銀行
- 50000 瓜拉尼
  - 正面：奥古斯丁·巴里奥斯
  - 背面：奥古斯丁·巴里奥斯的吉他
- 100000 瓜拉尼
  - 正面：羅克·岡薩雷斯·德·聖克魯斯
  - 背面：伊泰普水电站

## 外部連結
- 唐的世界硬币画廊：Paraguay
- 罗恩·怀斯的世界纸币：Paraguay 镜像网站
- 环球货币历史：Paraguay
- 《环球金融资料》系列：Paraguay Guarani
- 《环球金融资料》货币历史表格（ 微软试算表格式）